# Duinoord (Den Haag)

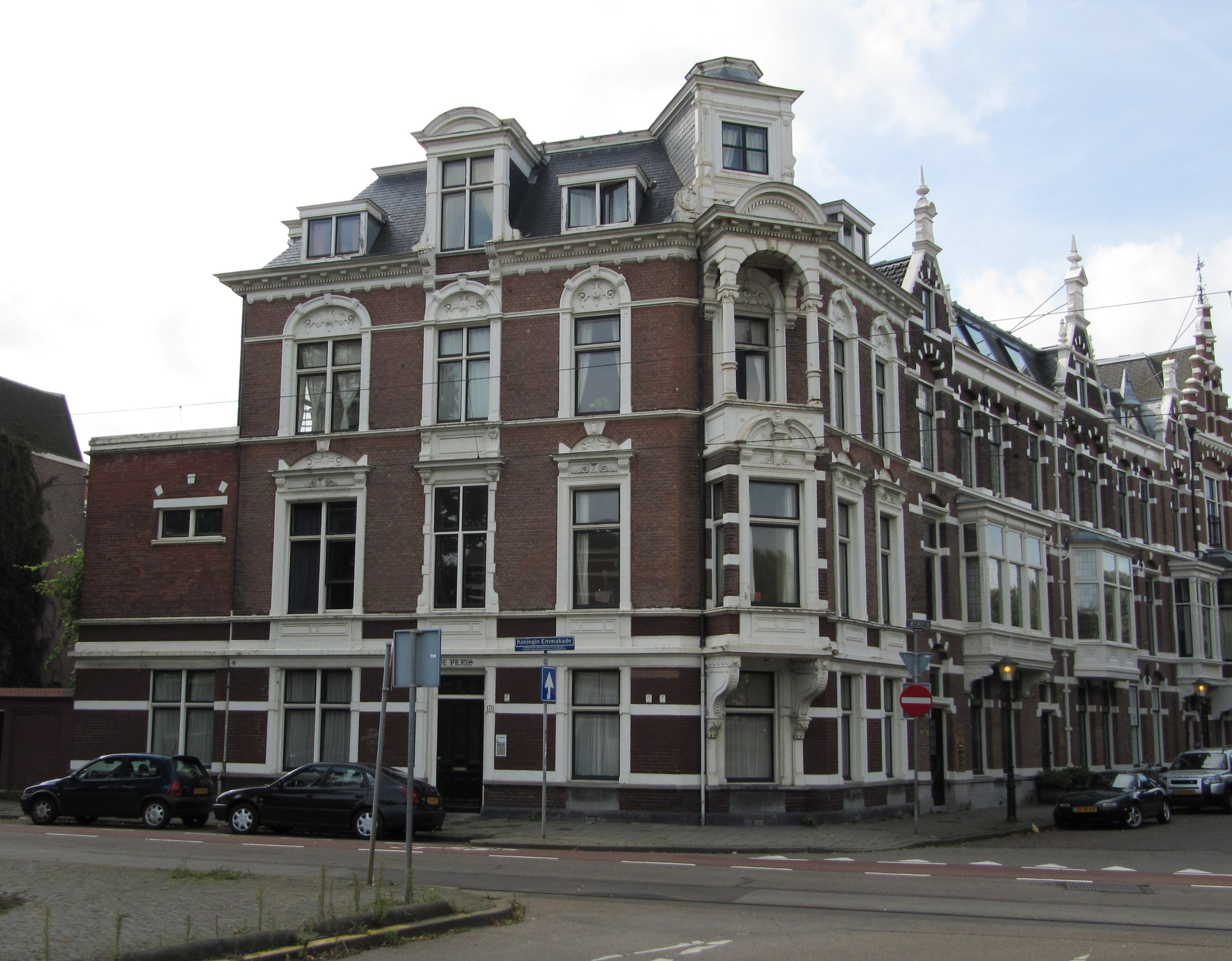
Huizenblok op de hoek van het Sweelinckplein

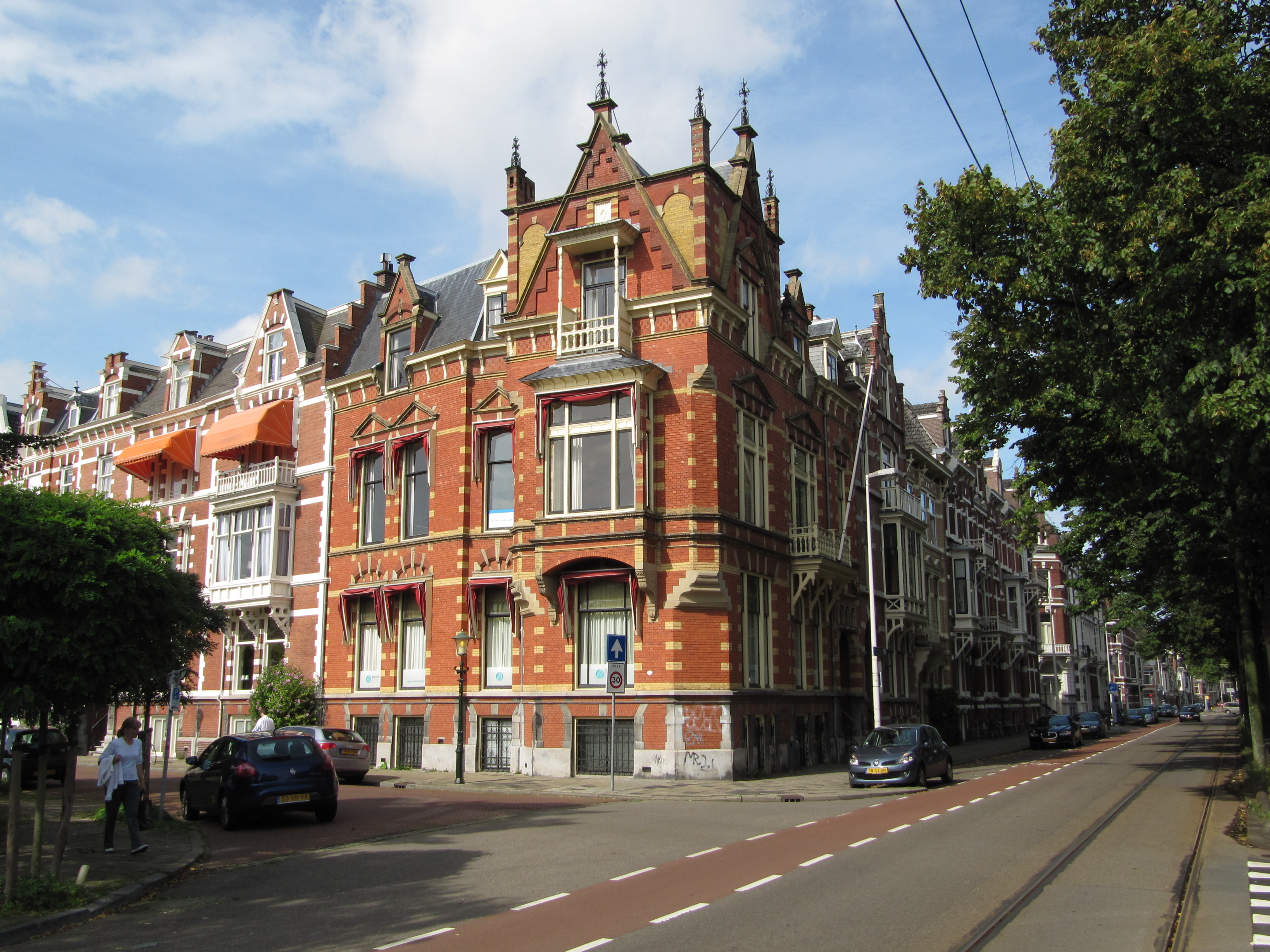
Het huizenblok aan de andere kant van het Sweelinckplein

Duinoord is een wijk in Den Haag, in het stadsdeel Scheveningen.
Duinoord grenst aan de wijken Zeeheldenkwartier, Regentessekwartier, Bomen- en Bloemenbuurt, Geuzen- en Statenkwartier en Zorgvliet.
Een deel van Duinoord is benoemd tot beschermd stadsgezicht (Rijksbeschermd gezicht 's-Gravenhage - Duinoord) van Den Haag.

## Ontstaansgeschiedenis
Duinoord werd gebouwd op een zandgebied (Dekkersduin). Bankier Daniël Scheurleer nam in 1891 het initiatief om de wijk te bouwen. Voor de feitelijke planontwikkeling en bouw was de N.V. Haagsche Bouwgrondmaatschappij Duinoord verantwoordelijk. Het stratenplan voor de amandelvormige wijk tussen Laan van Meerdervoort, Conradkade en Groot Hertoginnelaan werd op 21 maart 1892 door de gemeenteraad goedgekeurd. Centraal in de wijk ligt het eveneens amandelvormige Sweelinckplein. De wijk wordt in noord-zuidrichting doorkruist door de brede Stadhouderslaan, die bestaat uit twee kades met tramsporen langs de voormalige afzanderijvaart die aftakte van de Loosduinse Vaart en eindigde bij de huidige Carnegielaan.
Het was de bedoeling dat de wijk op een gevarieerde en speelse manier gebouwd zou worden. Daartoe werd een wedstrijd uitgeschreven voor het beste gevelontwerp. Het winnende ontwerp, een romantisch neorenaissancistisch complex van enkele woningen van de hand van Nicolaas Molenaar sr. met torentjes, trapgevels en erkers, staat nog steeds op de hoek van het Sweelinckplein en de Banstraat.
Vanaf 1895 breidde de Bouwgrondmaatschappij Duinoord de wijk verder uit richting Scheveningen, het zogeheten Duinoord II met als begrenzingen de Groot Hertoginnelaan, Conradkade, Stadhoudersplein (nu President Kennedylaan) en Stadhouderslaan. De meeste straten in Duinoord I en II werden genoemd naar Nederlanders die hun sporen in de muziek verdiend hadden, zoals Jan Pieterszoon Sweelinck, Jacob Obrecht en François Dunkler jr. Waarschijnlijk was dit een idee van de muziekliefhebber Scheurleer zelf. Ook onderdeel van Duinoord is de driehoek Suezkade-Groot Hertoginnelaan-Laan van Meerdervoort, met straten genoemd naar uitvinders.

## Afbraak en herbouw
In de Tweede Wereldoorlog braken de Duitsers een gedeelte van Duinoord af om plaats te maken voor verdedigingswerken, de Atlantikwall, tegen een mogelijke geallieerde inval. Verwoest werden de zuidzijde van het Stadhoudersplein (waar nu de President Kennedylaan loopt), de Verhulststraat, Dunklerstraat en Lübeckstraat en delen van de Obrechtstraat, 2e Schuytstraat, 2e Sweelinckstraat, Valeriusstraat en Stadhouderslaan. Bij de wederopbouw kwamen hier appartementengebouwen, kantoren en scholen, en het groengebied aan het Stadhoudersplantsoen.
Verder is op het terrein van de Atlantikwall in 1949 een protestantse kerk gebouwd, de hervormde Maranathakerk aan de Tweede Sweelinckstraat. De houten kapconstructie van het gebouw was een gift van de protestantse kerken in Zwitserland. Het gebouw oogt vanaf de straat als een gemoedelijk Zwitsers dorpskerkje te midden van de zakelijke eind-jaren-veertigbouw.

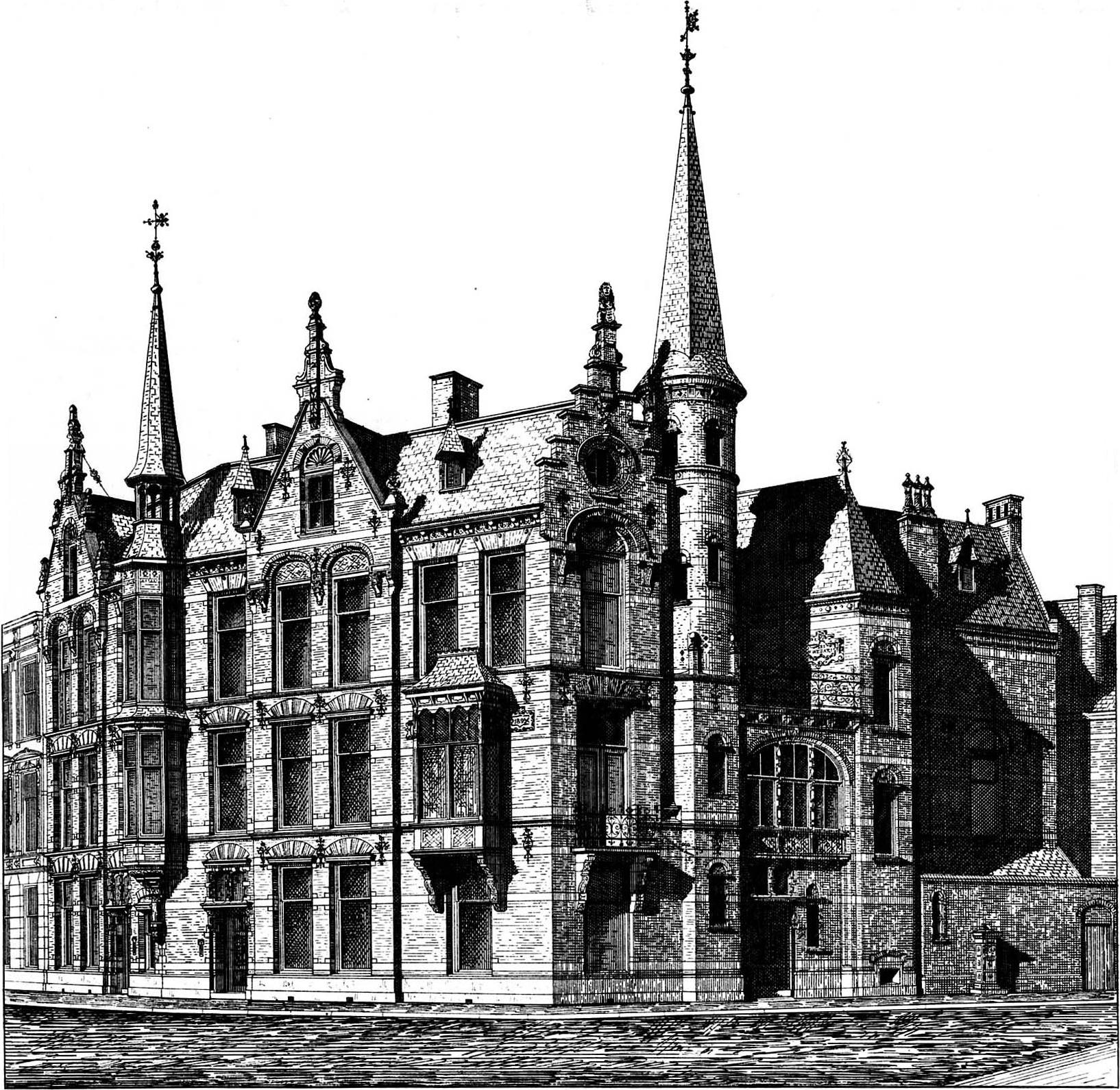
Het winnende ontwerp van Nicolaas Molenaar
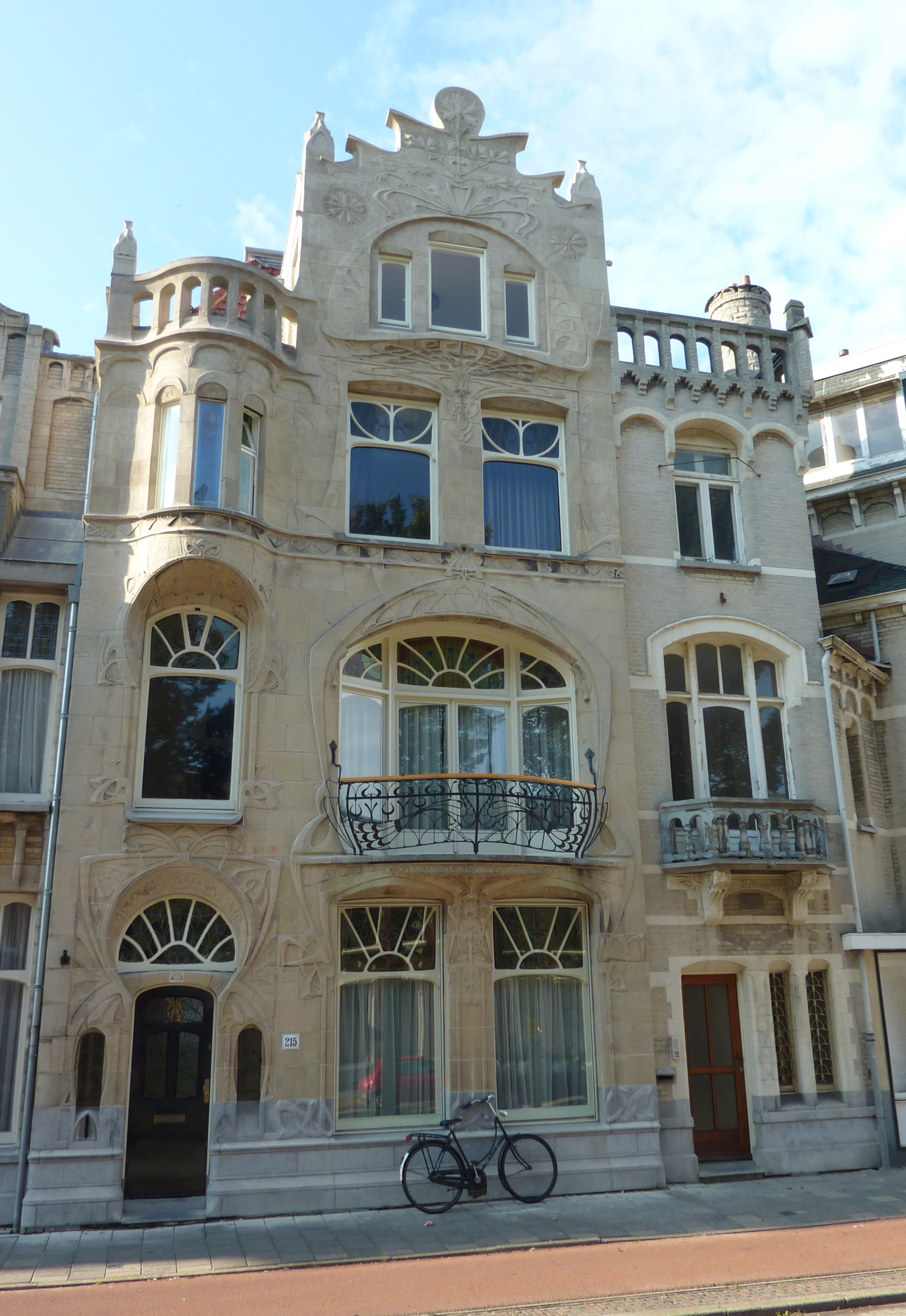
Art-nouveau aan de Laan van Meerdervoort (1903)
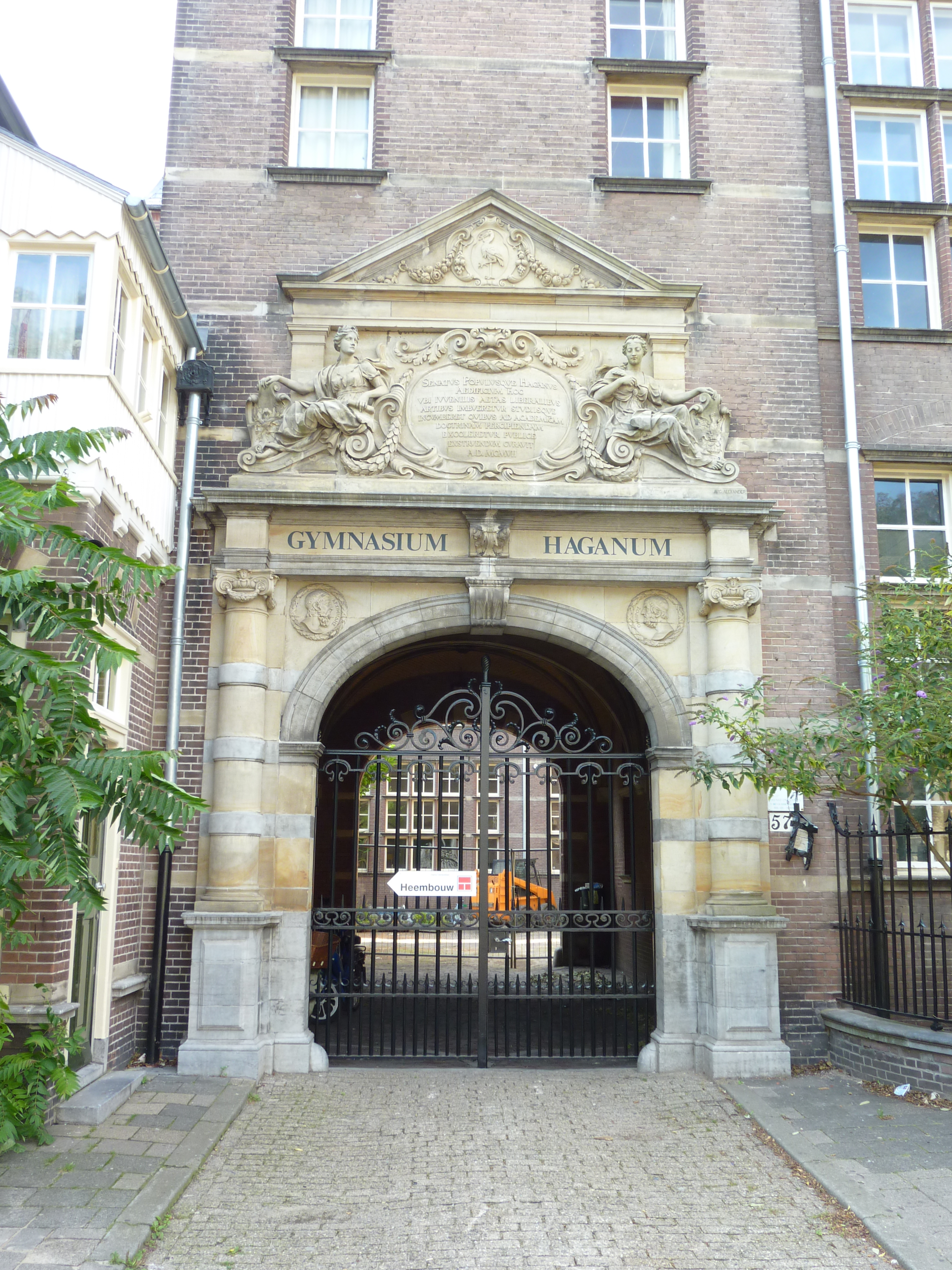
Gymnasium Haganum (1905-1907)
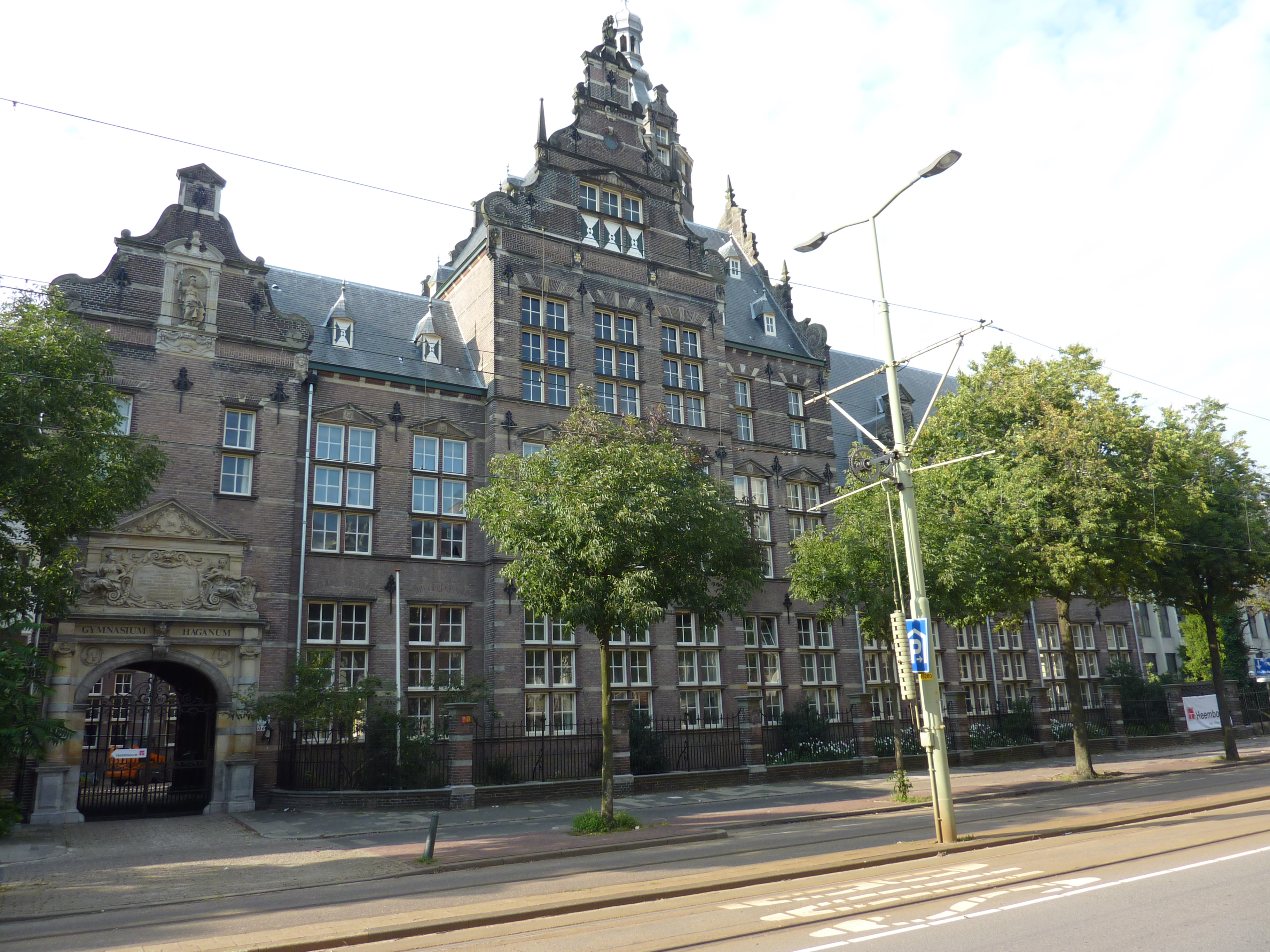
Gymnasium Haganum (1905-1907)

## Tramhistorie
De eerste railverbinding was de stoomtram der HIJSM, vanaf 1886. Die reed op drie manieren door of langs deze wijk: van station Hollands Spoor naar Scheveningen, van de Conradkade naar de Anna Paulownastraat, en vanuit Scheveningen via de Conradkade naar de Anna Paulownastraat. Deze zijlijn liep achter de huizen op de Laan van Meerdervoort tot naast het Vredespaleis. De zijlijn werd gesloten in 1915, maar het oranje stationsgebouw naast het Vredespaleis bestaat nog steeds. De hoofdlijn sloot in 1925, maar heropende in 1927 als elektrische tramlijn 11; en dat is nog steeds zo.
In 1887 kwam de eerste paardentram door de wijk. Lijn C reed komende uit de Zoutmanstraat via Waldeck Pyrmontkade en Stadhouderslaan naar een grote keerlus op het Statenplein.
In 1906 werd de paardentram vervangen door de eerste elektrische tram in de wijk, lijn 10. Die zou tot in 2003 op de Stadhouderslaan blijven rijden. In 1907 ging tram 7 over de Laan van Meerdervoort rijden; later zou deze lijn als enige de gehele Groot Hertoginnelaan gaan volgen. Op (een gedeelte van) diezelfde laan hebben ook tramlijn A, 1, 2, 13, 14, 15 en 21 gereden. Tram 14 reed ook een periode door de Reinkensstraat en het onderste deel van de 2e Sweelinckstraat. Door het bovenste deel hebben lijn A, 1, 2, 7, 14 en 21 in verschillende periodes gereden. Later heeft tram 14 door de Valeriusstraat gereden. In 1966 zijn als laatste lijn 7 en 14 opgeheven, en sindsdien rijden er geen trams meer op de Groot Hertoginnelaan en door de Valeriusstraat.